# Geryon

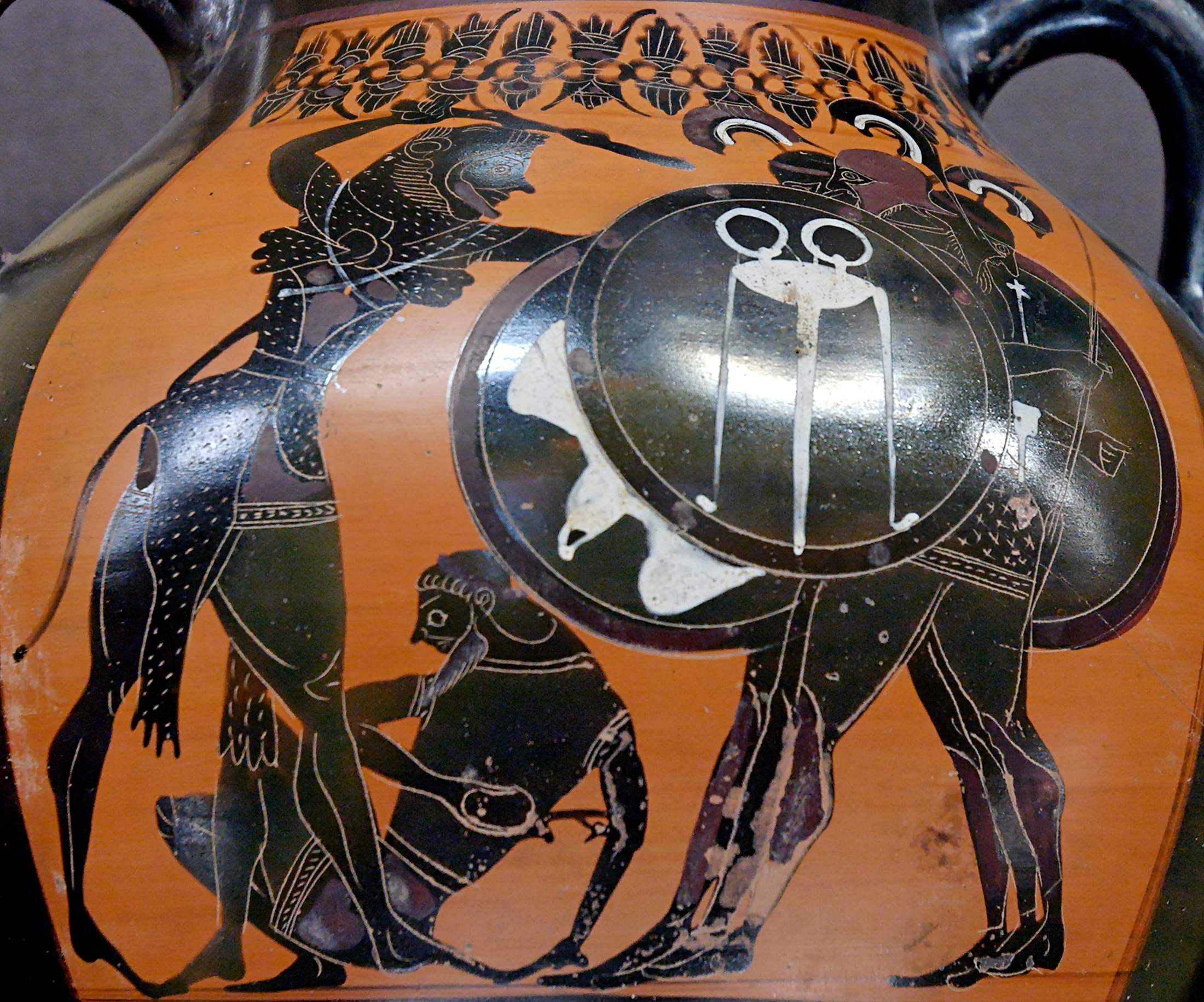
Herakles i strid mot Geryon. Attisk svartfigurig amfora från cirka 540 f.Kr.

Geryon var enligt Hesiodos en jätte med tre kroppar sammanvuxna vid höfterna med tre huvuden, sex ben och sex armar. Han var son till Chrysaor och Kallirhoe och sålunda Medusas barnbarn. Han var härskare över ön Erytheia långt ute i oceanen och ägare till stora boskapsjordar som vaktades av herden Eurytion och den tvåhövdade hunden Orthos. Tillsammans med dessa två dödades han av Herakles, som av Eurystheus fått i uppdrag att hämta Geryons boskapshjordar.
Under färden till Erytheia ställde Herakles upp de så kallade ”Herakles stoder” på var sin sida av Gibraltar sund.

## Bildgalleri

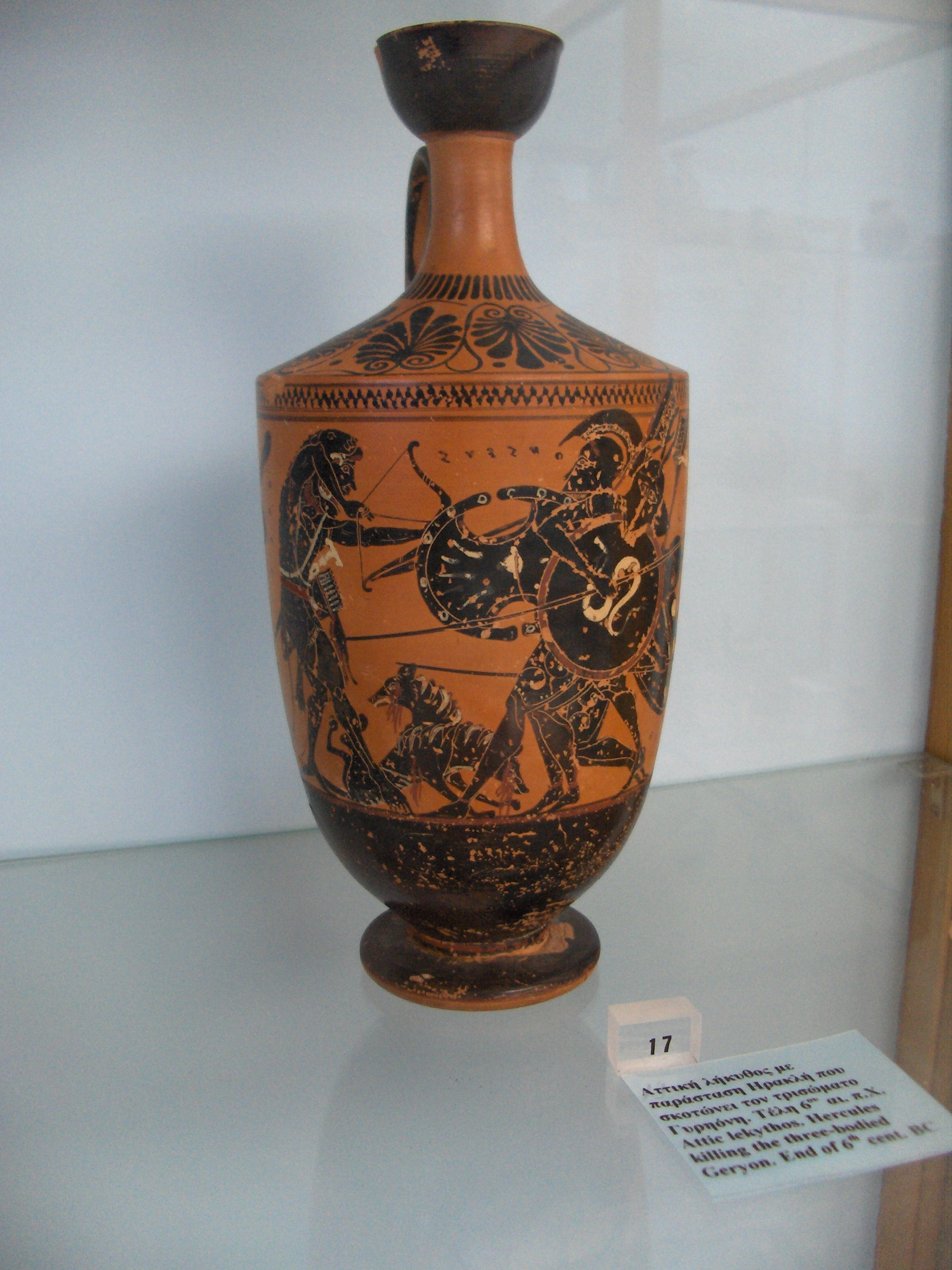
Lekyt med framställning av striden mellan Geryon och Herakles.